# Balthasar Krems
Balthasar Krems (* 27. November 1760 in Mayen; † 4. Mai 1813 in Mayen) war von Beruf Strumpfwirker und entwickelte 1810 einen Prototyp einer Nähmaschine. Hierbei handelt es sich um eine Einfaden-Kettenstich-Nähmaschine, die mit dem Fuß angetrieben wird. Der Stoff wurde dabei durch ein Stachelrad befördert. Er erfand die Maschinennähnadel, bei der sich das Nadelöhr am unteren, spitzen Ende der Nähnadel befindet. Diese Konstruktion macht eine Nähmaschine überhaupt erst möglich.
Sein Bildnis findet man auf einer Gedenktafel, die in eine Mauer am Aufgang zur Genovevaburg in Mayen eingelassen ist.